# 阪急8200系電車
阪急8200系電車（はんきゅう8200けいでんしゃ）は、1995年（平成7年）に導入された阪急電鉄の通勤形電車である。
本記事では、大阪梅田方先頭車+F（Formation=編成の略）を編成名として記述する（例：8200F）。

## 概要
神戸線における通勤需要の増大を受けて、当時導入されていた8000系をベースに、ラッシュ時に全ての座席を収納可能とした車両として、2両編成×2本がアルナ工機で製造された。すでに東日本旅客鉄道（JR東日本）の205系サハ204形6扉車などで採用実績があったが、関西の鉄道事業者では阪急が初採用となった。
製造当時の新機軸も可能な限り導入され、車内案内情報装置やカーテン式の日よけ、シングルアーム式のパンタグラフなどは後の新造車・更新車にも引き継がれた。

## 車両概説

### 車体
8000系に準じた構造・寸法の押し出し型材の溶接組み立てによるアルミ合金製3扉車体を備える。
ラッシュ時の混雑緩和と乗降時間の短縮を目的として、乗降扉は従来より200 mm広い1,500 mmとなった。座席収納時は全て立席となるため、側窓を上に105 mm拡大し、荷物棚も100 mm高くした。側窓は横方向にも拡大され、扉間に2枚、連結面側が1枚に減少したものの、開口寸法を極力在来車に近づけている。戸袋窓や扉窓を含め、すべて複層式の熱線吸収ガラスを採用しており、日よけはアルミ製鎧戸をやめ、フリーストップタイプのロールアップカーテンとされた。
側扉間および連結面寄り車端部の側窓は8000系同様に、空気圧動作による一斉・個別操作可能な下降式のパワーウィンドウとなっている。
前面形状は、風圧対策のため増備途中で形状変更を行った8000系・8300系の実績を受け、左右窓下辺直下のラインで「く」の字状に折れ曲がる複雑な3面折妻構成とされた。車両番号は向かって左の車掌台側の窓の内側下部に掲示し、電照式として夜間などにおける視認性を確保している。
種別・行先表示器は、前面は従来どおり幕式を踏襲したが、側面については側窓寸法拡大の関係で省スペース化が可能なLED式が採用され、日本語用と英語用の2つを並べて配置している。
前面の連結器は、大阪梅田方は密着連結器のみを、神戸三宮方は電気連結器付き密着連結器を装着している。

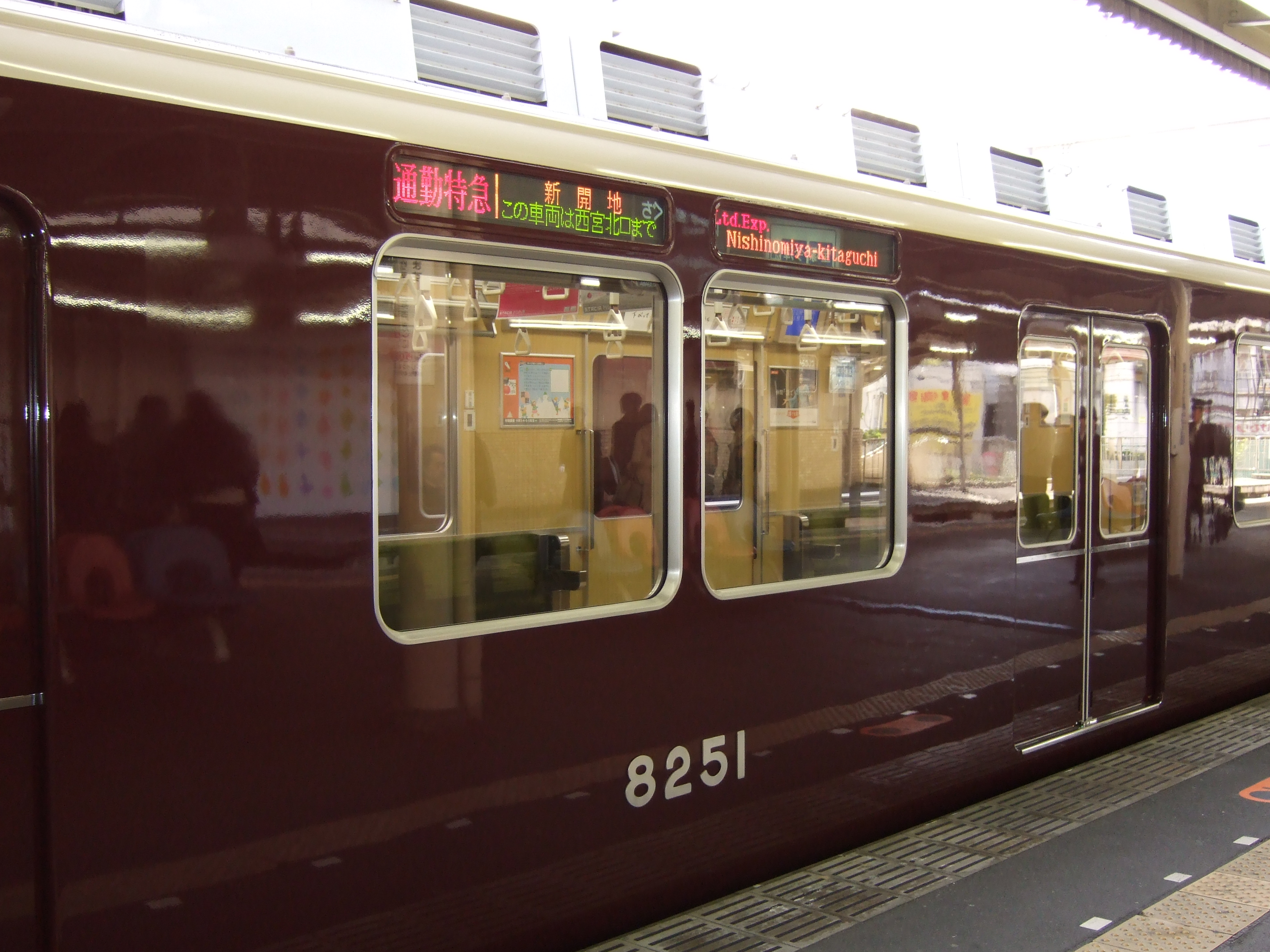
通勤特急運用に就く8200系（改造前）の車体側面 （2007年11月22日）
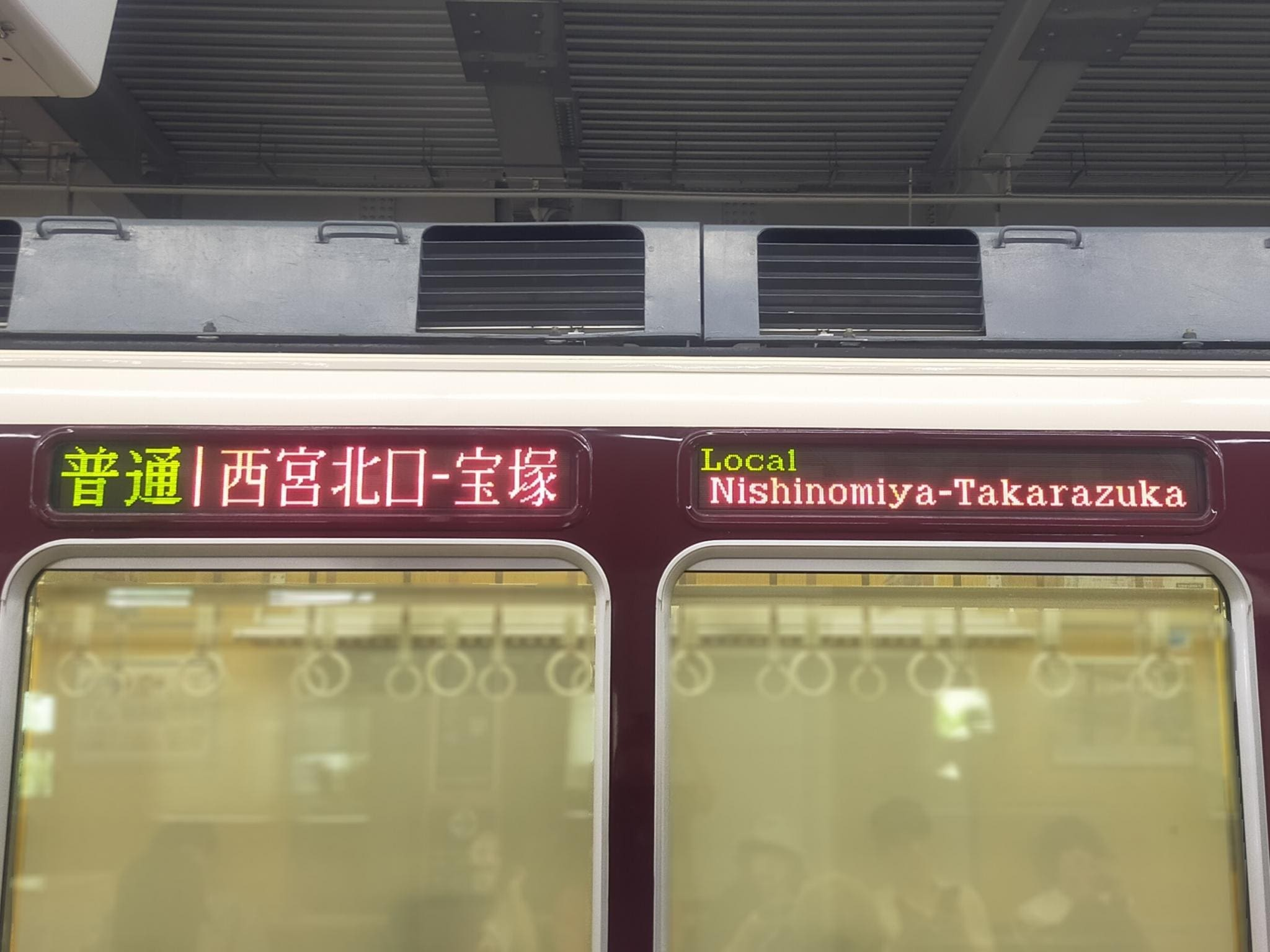
側面行先表示器 （2025年7月19日 宝塚駅）

### 内装
座席は、ラッシュ時に最も混雑率の高い梅田（現：大阪梅田）方に増結することを前提として、折りたたみ式のロングシートとされた。空気圧動作のシリンダーを内蔵しており、運転台からの指令で開閉操作や手動開閉の可・不可を切り替え可能とした。
壁面の木目化粧板は、戸袋部分の壁面積が拡大したため、7000系以前と同様の明るい色調に戻された。床材は小石模様で、座席・出入口側（枕木方向に向かって両端）が濃色、中央が淡色のツートーンとされた。
つり革は数を増やし、阪急では初めて枕木方向にも設置するとともに三角型のものを採用した。車内の出入口中央部にはスタンションポールを設置している。乗降ドア上部にはLED式の車内案内表示装置と、14インチの液晶ディスプレイを千鳥配置で設置し、FM大阪のニュース（見えるラジオ）や天気予報、沿線情報を提供する。

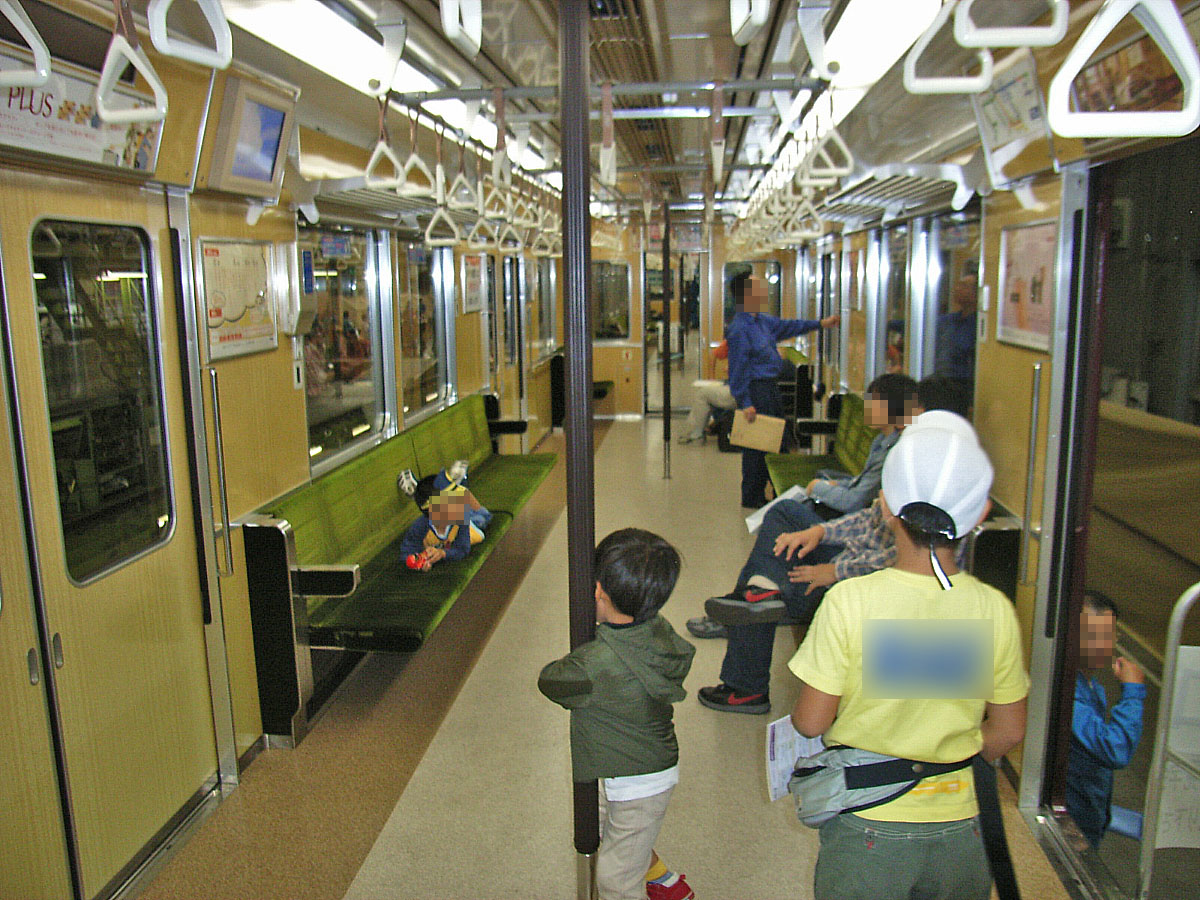
改造前の室内 （2005年10月16日 正雀車庫）

### 主要機器
制御装置は8000系と同様に東芝製のVVVFインバータで、スイッチング素子としてGTOサイリスタを採用する。
ただし、8000系では1基のインバータ装置で4個のかご形三相誘導電動機を制御する1C4M制御方式による INV032-A0 を搭載しているのに対し、本系列では粘着特性の改善を狙って小型のインバータ装置を3セット内蔵し、それぞれ1個の電動機を制御する1C1M個別制御方式とした SVF018-A0 を搭載している。また、この装置は日本製のVVVFインバータでは最初のベクトル制御方式を採用、惰行制御も装備している。
主電動機は東芝 SEA-350かご形三相誘導電動機（1時間定格出力200 kW、定格回転数は2,060 rpm、最大回転数は6,230 rpm）を8200形の各台車に合計3基搭載する。この電動機は設計最高速度を130 km/hとして将来のスピードアップにも対応可能なように8000系の SEA-317（1時間定格出力170 kW）よりも出力に余裕を持たせて計画され、一方で高定格回転数仕様として磁気回路容量を削減することで軽量化を実現している。
駆動装置はWNドライブで、高定格回転数のため歯数比を8000系の5.31から6.13に引き上げて定格速度を8000系と揃えている。なお、この電動機は8両編成時の各電動車に4基ずつ搭載とすることで、最高速度130 km/hの条件の下でもMT比3M5Tでの運転が可能な性能を備える。
台車は京都線8300系後期車にも採用されたボルスタレス式台車で、住友金属工業 SS-139A（8200形）・SS-039A（8250形）を装着する。Zリンク式牽引装置とモノリンク式軸箱支持機構を備える。
1997年（平成9年）に製造された宝塚線用増結車の8000系8040形は、8200系と同じ台車、電装品を採用している。
ブレーキ時の電力回生効率を向上させるため、制御器側の回生ブレーキを優先使用する設計のナブテスコ HRDA-1電気指令式ブレーキ を搭載する。各台車の基礎ブレーキ装置は、ブレーキ動作時の滑走防止を目的としてABS装置付のユニットブレーキとしている。
集電装置は冷房装置の増強で屋根上スペース確保が困難となったことから、阪急電鉄では初採用となる、軽量小型のシングルアーム式パンタグラフ PT70形 が8200形に2基搭載されている。
空調装置は、ラッシュ時の快適性を改善すべく冷凍能力10,500 kcal/hの集約分散式を4基搭載し 、カバーは連続式とした。冬期の暖房能力を向上させるためヒートポンプ式の冷暖房兼用とし、座席下部のヒーターと併用している。

## 形式
8000系の派生系列であるが、両数が限られることから予備番号を使用し、5200系や2200系と同様、形式の百の位が200番台とされている。
- 8200形（Mc1）

大阪梅田方制御電動車。
- 8250形（Tc）

神戸三宮方制御車。補助電源装置（SIV）および空気圧縮機（CP）を搭載。
2017年（平成29年）9月に形式呼称が変更され、8200形はMc8200形に、8250形はTc8250形に改められた。

## 改造
2007年（平成19年）10月29日より、優先座席の再区分化にあわせて、座席の収納が取りやめられたことに伴い、2007年（平成19年）12月から2008年（平成20年）3月にかけて、8200F・8201Fともに正雀工場にて以下の改造が行われた。
- スタンションポールの撤去[1]。
- 枕木方向に配置されていたつり革の撤去。
- つり革の握り部を三角型から丸型に変更。
- 折りたたみ式座席を9000系に準じた仕切り板付きロングシートに変更[1]。
- パイプ式荷棚を9000系と同じ棒状のものに変更。
- 床材をタイル状の模様が入ったものに変更。
- 車内の製造銘板を製造年の記載のない「アルナ工機」の文字のみのものに交換。

接客設備については、2014年（平成26年）3月31日の「見えるラジオ」サービス終了に伴い、液晶ディスプレイでのFM大阪ニュースの提供を同日をもって終了した。その後2015年（平成27年）6月頃に、液晶ディスプレイが撤去されている。
なお、LED式車内案内表示器は、2013年（平成25年）の駅ナンバリング導入を機に、次駅案内・乗換案内等の表示に一部改良を加えた上で、引き続き使用されている。
2016年（平成28年）ごろに2編成ともに前照灯がLEDに換装されている。

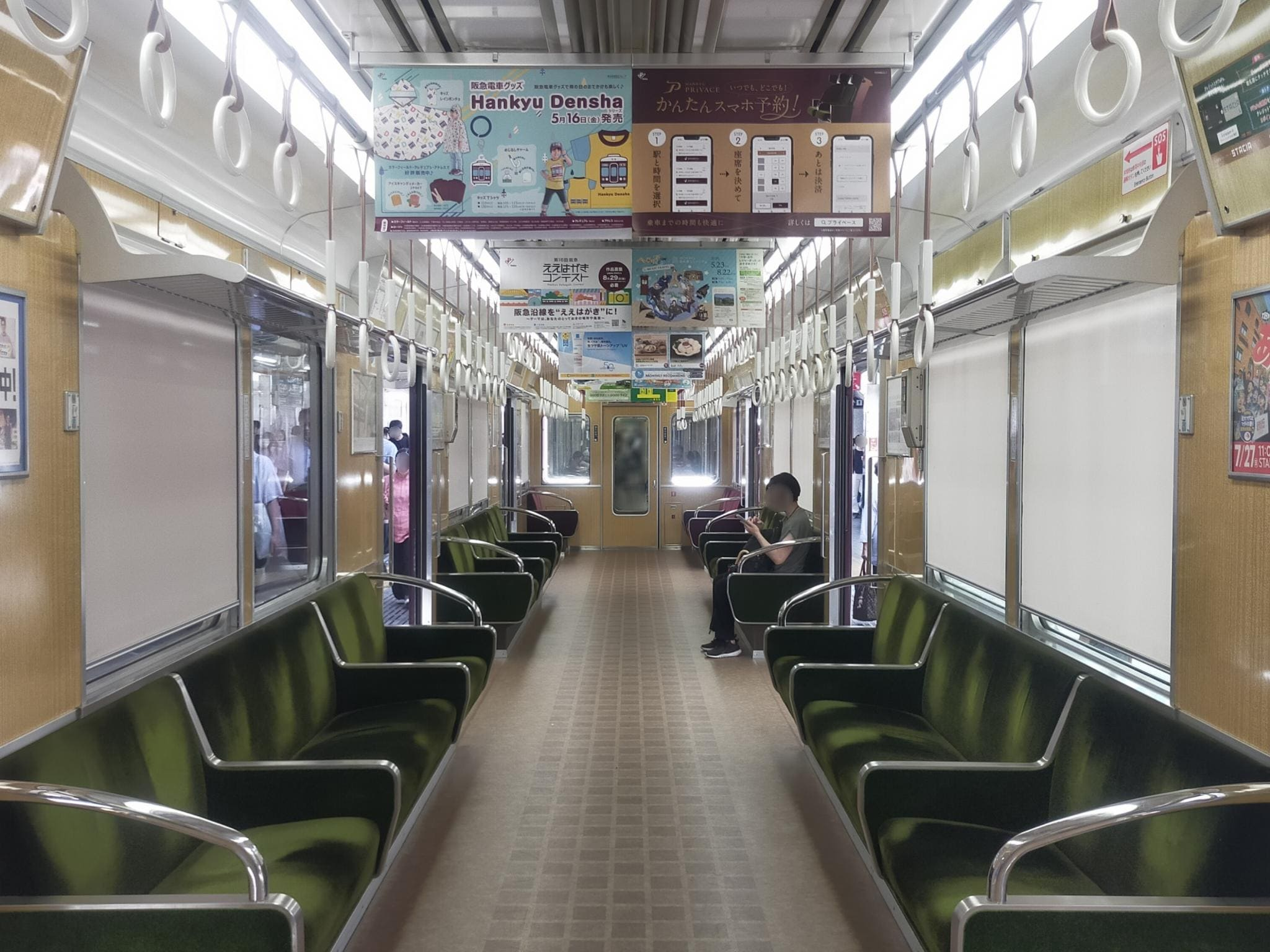
座席固定化後の室内 （2025年7月19日 西宮北口駅）

## 運用
本系列は、神戸線の阪神・淡路大震災からの全線復旧に伴う1995年（平成7年）6月12日のダイヤ改正から運用を開始した。乗客の混乱を避けるため、座席の収納は平日朝ラッシュ時に西宮北口駅で増結を行う通勤急行（現在の快速）梅田行き2運用に限定され、時刻表に「※大阪方前2両座席収納車」の注釈があった。検査時などは他系列が充当された。
収納式座席をはじめ、阪急初となる接客設備が多数採り入れられた本系列は、上述のとおり朝ラッシュ時の混雑緩和に大きな威力を発揮した。しかし、1995年（平成7年）1月17日に発生した阪神・淡路大震災で大きな被害を受けた阪神間の沿線人口減少により、本系列は4両で製造終了となった。
先述の座席収納が中止されて以降は、ほかの増結用2両編成と共通運用となった。しかし、利用客の減少に伴い2016年（平成28年）3月19日に実施されたダイヤ改正で通勤急行が、2022年（令和4年）12月17日に実施されたダイヤ改正で特急の10両編成の増結が廃止され、以降は通勤特急の10両編成の増結運用のみで使用された。
イベントや訓練等では、2両編成で伊丹線や今津線を走行したことがある。
2025年（令和7年）2月22日に実施されたダイヤ改正で、10両編成の通勤特急が8両編成となり、神戸線の運用が終了した。2025年（令和7年）6月16日より、8200Fが8000系8031F・8033Fと連結した6両編成で今津北線で運用されている。

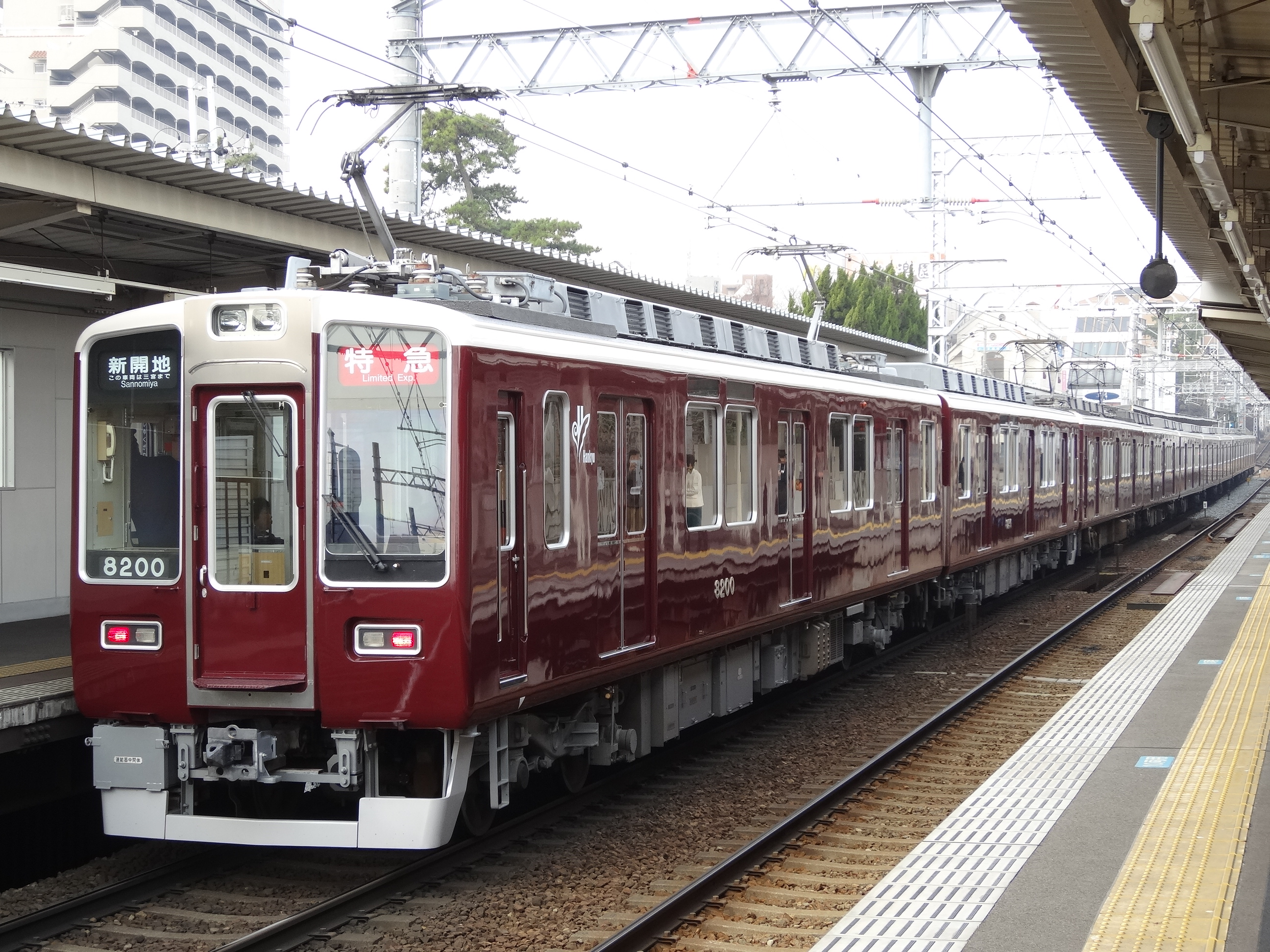
特急新開地行きに増結されている三宮止まりの阪急8200系 （2013年3月8日 夙川駅）
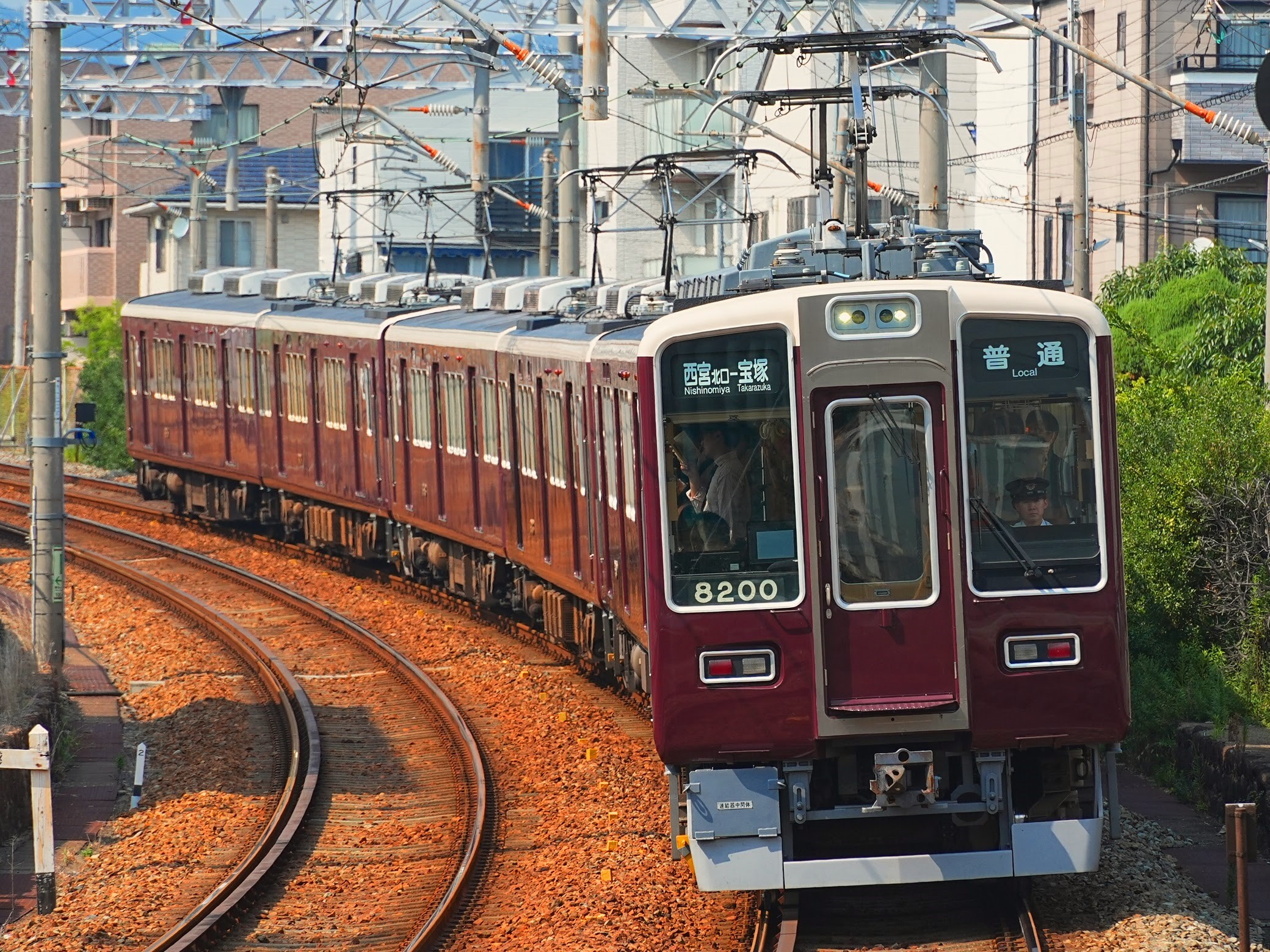
阪急今津線で運用される8200F （2025年8月14日 甲東園駅）

## 編成表
2025年（令和7年）4月1日現在
| ← 大阪梅田神戸三宮 → | ← 大阪梅田神戸三宮 → | ← 大阪梅田神戸三宮 → | ← 大阪梅田神戸三宮 → | ← 大阪梅田神戸三宮 → |
| Mc1                  | Tc                   | 所属                 | 竣工                 | 備考                 |
| -------------------- | -------------------- | -------------------- | -------------------- | -------------------- |
| 8200                 | 8250                 | 神戸線               | 1995/06/10           |                      |
| 8201                 | 8251                 | 神戸線               | 1995/06/10           |                      |